# 야니스 페트라키스
얀니스 페트라키스(Γιάννης Πετράκης, 1959년 5월 20일~ )는 PAS 야니나의 은퇴한 축구 감독이다.

## 경력
페트라키스는 AE Mylopotamos F.C.에서 축구 경력을 시작한 이후 1978년 이라클리오와 에르고텔리스 FC로 옮겼다.